# 青木人志
青木 人志（あおき ひとし、1961年 - ）は、日本の法学者。元国立大学法人一橋大学理事・副学長、一橋大学大学院法学研究科教授。専門は比較法、動物法。「動物法の”父”」と呼ばれている。博士（法学）。

## 略歴
- 1961年 - 山梨県富士吉田市にて生まれる[1]
- 1980年 - 山梨県立富士河口湖高等学校卒業[1]
- 1984年 - 一橋大学法学部卒業（福田平ゼミナール）[1]
- 1989年 - 一橋大学大学院法学研究科博士後期課程単位修得退学[2]、指導教官村井敏邦[3]、日本学術振興会特別研究員[4]
- 1990年 - 一橋大学法学部助手[2]
- 1991年 - 関東学院大学法学部専任講師[2]
- 1995年 - 一橋大学大学院法学研究科助教授[4]
- 2002年 - 一橋大学大学院法学研究科教授[2]、博士（法学）[2]
- 2014年 - 一橋大学大学院法学研究科研究科長
- 2020年 - 国立大学法人一橋大学理事・副学長（教育担当）[5]
- 2024年 - 国立大学一橋大学学長補佐（学長特命（調査））[6]

## 社会的活動
- 比較法学会理事[7]
- 環境省中央環境審議会動物愛護部会臨時委員[8]
- 環境省中央環境審議会動物愛護部会ペットフード小委員会委員[9]
- 環境省中央環境審議会動物愛護部会動物愛護管理のあり方検討小委員会臨時委員[10]
- 環境省動物の愛護管理のあり方検討会委員[11]
- 東日本大震災緊急災害時動物救援本部評価委員会委員長[12]

## 著書

### 単著
- 『動物の比較法文化』（有斐閣、2002年、ISBN 978-4-641-02772-5）
- 『法と動物』（明石書店、2004年、ISBN 978-4-7503-1894-3）
- 『「大岡裁き」の法意識』（光文社新書、2005年、ISBN 978-4-334-03300-2）
- 『日本の動物法』（東京大学出版会、2009年、ISBN 978-4-13-063330-7）
- 『グラフィック法学入門』（新世社、2012年、ISBN 978-4-88384-184-4）
- 『判例の読み方 -- シッシー&ワッシーと学ぶ』（有斐閣、2017年）

### 共編著
- 『日本法への招待』（松本恒雄、三枝令子、橋本正博と共編）（有斐閣、初版・2003年、第2版・2006年、ISBN 4-641-12511-2）
- 『＜戦争＞のあとに―ヨーロッパの和解と寛容』（田中孝彦と共編）（勁草書房、2008年、ISBN 978-4-326-35142-8）

### 訳書
- スー・ドナルドソン,ウィル・キムリッカ『人と動物の政治共同体-「動物の権利」の政治理論』（成廣孝,今泉友子,岩垣真人,打越綾子,浦山聖子,本庄萌と共訳）（尚学社、2016年）

## テレビ出演
- NHK「歴史は眠らない」 - 「裁判員制度への道」（2009年7月）
  - テキスト - 『歴史は眠らない　2009年6・7月　智慧の結晶　お経巡礼／裁判員制度への道』（NHK出版、2009年、ISBN 978-4-14-189521-3）